# Laurencella colombiana
Laurencella colombiana är en insektsart som beskrevs av Imré Foldi 2001. Laurencella colombiana ingår i släktet Laurencella och familjen pärlsköldlöss.
Artens utbredningsområde är Colombia. Inga underarter finns listade i Catalogue of Life.